# Jornada Mundial da Juventude de 1997
A XII Jornada Mundial da Juventude (ou apenas JMJ 1997) foi realizada entre os dias 19 e 24 de agosto de 1997, em Paris, França.